# 指數穩定
控制理论的指數穩定（exponentially stable）是线性时不变系统（LTI）的特性。連續時間LTI系指數穩定的充分必要條件，是其特徵值（輸入-輸出系統的极点）實部均為負值（也就是极点在复平面的左半平面)。離散時間LTI系统指數穩定的充分必要條件，是其传递函数在複數平面上，原點為零的單位圓內（不得在單位圓上）。
指數穩定是一種李雅普诺夫稳定。李雅普诺夫稳定中有一種較嚴格的條件為渐进稳定，指數穩定的系統也都是渐进稳定的系統。
針對其他LTI系統，若其收斂是可以找到指數衰減的上下界，即為指數穩定。

## 實際例子
指數穩定的线性时不变系统是指一系統在有限值輸入或是非零的初始條件下，此系統輸出不會發散或是趨近無限大。而且，若系統輸入是一個固定的有限值（阶跃函数），輸出的振盪會以指數衰減方式變小，輸出會漸近到新的穩態值。若系統的輸入是狄拉克δ函数，其產生的振盪最後會消失，系統會回到其原始的數值。若在輸入脈衝函數後，振盪不會消失，或是系統不會回到原始值，此系統是臨界穩定，不是指數穩定。

## 指數穩定LTI系統的例子

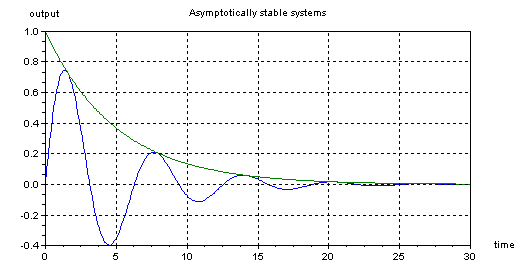
二個指數穩定系統沖激響應的例子

右圖是二個類似系統冲激响应的例子。綠圖的沖激響應為{\displaystyle y(t)=e^{-{\frac {t}{5}}}}，藍圖的的沖激響應為{\displaystyle y(t)=e^{-{\frac {t}{5}}}\sin(t)}。其中有一個有振盪，但最終值仍然會回到0。

### 真實世界的例子
在開口朝上的湯勺上放一個彈珠。彈珠最後會停在湯勺的最低點，只要湯勺不晃動，彈珠就會維持在最低點。若小力推動彈珠（類似狄拉克δ函数），彈珠會來回晃動，但最後仍會回到湯勺的最低點。若畫出彈珠的水平位置軌跡，會類似上圖中的藍色曲線。
若要讓彈珠持續偏離湯勺的最低點，需要持續施力，反抗彈珠因重量及湯勺角度產生的重力分量。只要不受力，彈珠會回湯勺的最低點，因此此系統不是臨界穩定系統。
不過上述的情形都是在彈珠受力不大的情形下，若給彈珠的力夠大，使彈珠可以滾到湯勺外面，彈珠會往下掉，掉落到地面上，不會回到湯勺的最低點。因此若考慮所有可能的輸入，此系統無法都維持穩定。因此有些系統的指數穩定是指其輸入在一定範圍內才會穩定。

## 外部連結
- Parameter estimation and asymptotic stability instochastic filtering （页面存档备份，存于）, Anastasia Papavasiliou∗September 28, 2004